# Anonychomyrma itinerans
Anonychomyrma itinerans is een mierensoort uit de onderfamilie van de Dolichoderinae. De wetenschappelijke naam van de soort is voor het eerst geldig gepubliceerd in 1865 door Lowne.